# Герб Ньюфаундленда и Лабрадора
Герб Ньюфаундленда и Лабрадора — один из официальных символов канадской провинции Ньюфаундленд и Лабрадор.

## Описание
Красное поле геральдического щита разделено на четыре части прямым серебряным крестом. В первой и четвёртой частях щита — золотые британские коронованные львы, во второй и третьей — серебряные шотландские единороги, закованные в золотые цепи.
Клейнод: на красно-золотом бурелете — лось, как символ дикой природы провинции.
Щитодержатели: два индейца в боевом снаряжении, вооружённые луками. Они символизируют беотуков — племя так называемых «красных индейцев» (англ. Red Indians) — коренных обитателей острова Ньюфаундленд.
Подножие герба зелёное, по нему проходит золотая лента с девизом — «Ищите прежде всего Царствие Божие» (лат. «Quaerite Prime Regnum Dei»). Изречение взято из Евангелия от Матфея, стих 6:33.

## История
Герб является одним из старейших в Канаде, известен с 1637 года как герб, присвоенный королём Англии Карлом I сэру Дэвиду Керку, который был губернатором-собственником Ньюфаундленда с 1638 по 1651 год.
Герб представлял собой разделённый серебряным крестом на четыре части красный геральдический щит, в первой и четвёртой частях которого был изображён золотой британский лев, во второй и третьей — серебряный единорог.
После смерти Дэвида Керка и в связи с рядом исторических событий, герб был забыт и не использовался до начала 1920-х годов. 18 февраля 1925 года Геральдическая палата Великобритании подтвердила, что герб Кирке принадлежит Ньюфаундленду. Герб был официально утверждён правительством 1 января 1928 года.
Изображение герба провинции Ньюфаундленд и Лабрадор официально зарегистрировано и защищено патентом.

## Галерея

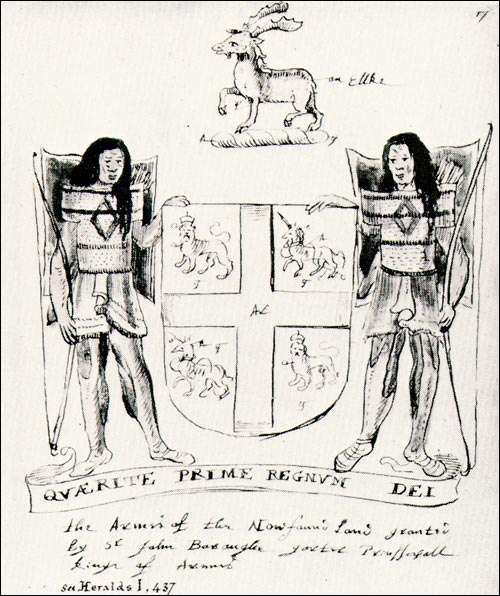
Эскиз герба, присвоенного сэру Дэвиду Кирке в 1637 году
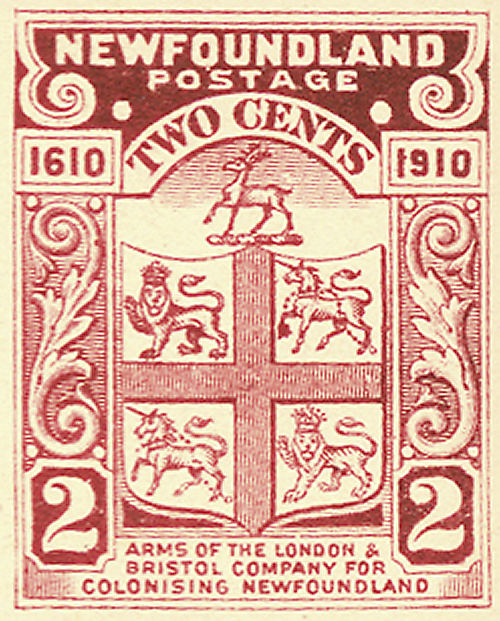
Почтовая марка Ньюфаундленда посвящённая Лондонско-Бристольской компании
Знак лейтенант-губернатора Ньюфаундленда и Лабрадора
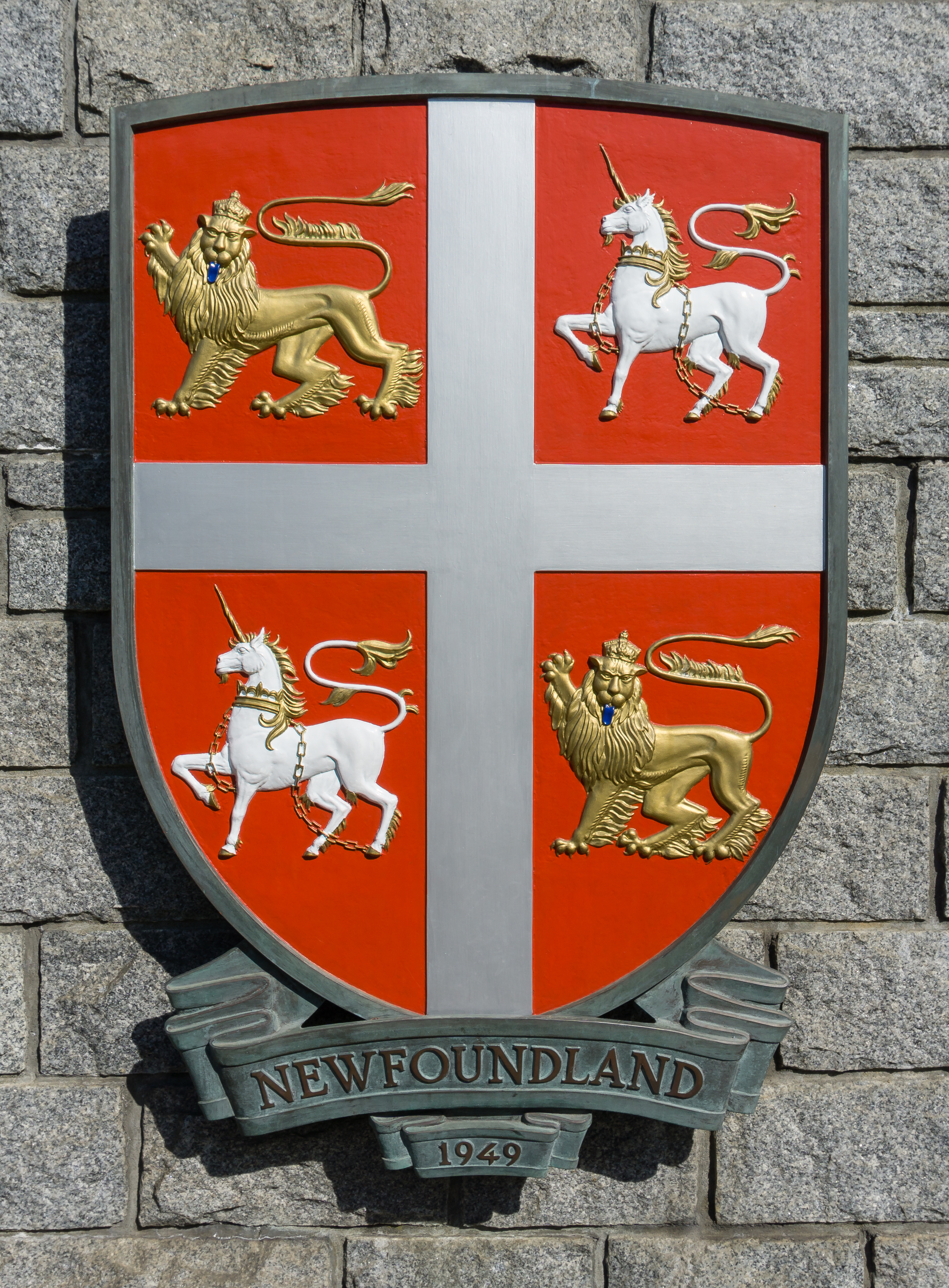
Герб Ньюфаундленда на Confederation Garden Court в Виктории